# Glaucopsyche tomariana
Glaucopsyche tomariana är en fjärilsart som beskrevs av Matsumura 1928. Glaucopsyche tomariana ingår i släktet Glaucopsyche och familjen juvelvingar. Inga underarter finns listade i Catalogue of Life.